# Bebearia senegalensis
Bebearia senegalensis är en fjärilsart som beskrevs av Herrich-Schäffer 1852/56. Bebearia senegalensis ingår i släktet Bebearia och familjen praktfjärilar. Inga underarter finns listade i Catalogue of Life.